# Zenobia (roulier)
Pour les articles homonymes, voir Zenobia.
Le Zenobia est un roulier construit en 1978 par les chantiers Kockums Varv de Malmö pour la compagnie Rederi Ab Nordo. Il est lancé le 11 août 1979 et effectue sa première traversée entre Volos et Tartous en novembre 1979. Il sombre le 7 juin 1980 à quelques milles marins du port de Larnaca.

## Histoire
Le Zenobia est un roulier construit en 1978 par les chantiers Kockums Varv de Malmö pour la compagnie Rederi Ab Nordo. 
Deux autres sister-ships furent construits sur les mêmes plans pour la même compagnie, les MV Soca et MV Scandinavia.
Sa conception est innovante : pour diminuer la consommation de mazout, les formes de coque sont nettement affinées sous la ligne de flottaison et un bulbe d'étrave  important optimise l’hydrodynamique de la carène.
Les ponts garages sont agrandis au maximum, pour améliorer la rentabilité (voir la forme du navire entre l’avant du bloc passerelle et l’emplacement des ancres sur la photo). Sa largeur est volontairement limitée pour lui assurer l’accès aux écluses des Grands Lacs américains.
La gestion de la stabilité du navire (qui est affectée négativement par les facteurs mentionnés ci-dessus) est confiée en partie à un système informatisé totalement inédit et novateur pour l’époque (dit Loadmaster) , qui gère l’assiette du navire via un système de ballasts, de pompes et de jauges de remplissage des ballasts (Levelmaster). Par ailleurs, un système électronique de limitation de l’angle de barre de gouvernail en fonction de la vitesse est prévu pour limiter les effets indésirables d’une embardée brutale sur la stabilité, mais il s’avérera sujet à des dysfonctionnements dus à la surchauffe.
La maniabilité du navire est améliorée par des hélices à pas variable et un propulseur d’étrave.
Par mesure d’économie, les  ballasts centraux de double fond ne sont pas compartimentés, une cause possible de création d’une carène liquide.
Il est lancé le 11 août 1979 et effectue sa première traversée entre Volos et Tartous en novembre 1979. En janvier 1980, il est mis en service entre Koper et Tartous. Le 14 février 1980, alors qu’il traverse le détroit de Cythère, entre la Crète et le sud de la Grèce par mauvais temps (vents force 8 à 10, mer agitée) une forte lame lui fait prendre 35° de gîte, suivie presque immédiatement d’une seconde, qui pousse l’inclinaison jusqu’à 40° et provoque la glissade de plusieurs semi-remorques, simplement calés et non pas arrimés avec des chaînes, laissant le navire avec une gîte permanente de 40° et 40 camions cabossés et entassés sur le flanc tribord. Devant l’hostilité déclarée des chauffeurs routiers furieux, le capitaine du Zenobia prend la décision de relâcher dans le port de Volos.
Il adressa par la suite à ses armateurs plusieurs réclamations sur le fonctionnement du pilote automatique et de la télémesure du remplissage des ballasts.
Il débarque à la mi-Mars et son second en fait autant au mois d’avril. Leurs remplaçants ont respectivement 16 et 13 ans d’expérience mais seulement deux et six mois d’ancienneté dans la compagnie, tandis que des changements importants interviennent au niveau du personnel "machines".
Le 30 mai 1980, il quitte Koper avec 135 véhicules et 121 passagers avec Tartous pour destination. Compte tenu des limites de classification pour navire à passagers et des limites de tirant d'eau, les marges de lestage sont très étroites, bien que les soutes de combustibles ne soient remplies qu’à 20%.
Le 2 juin 1980 à 0 h 15, alors que le Zenobia est au large de Chypre par petite brise et mer peu agitée, l’officier de quart, pour montrer le fonctionnement du gouvernail à un routier curieux, applique 1° d'angle de barre sur un bord, puis sur l’autre avec le Joystick du pilote automatique. La réponse du gouvernail à cette action fut bien plus importante, avec une forte embardée, impossible à récupérer, même en mode manuel.
L’embardée provoque la glissade d’une grande partie des camions, sur seulement deux mètres (vu leur entassement). L’hélice tribord sortie de l’eau s’emballe au point de déclencher l’arrêt automatique d’urgence (phénomène de survitesse), tandis que les mécaniciens stoppent manuellement le moteur bâbord, craignant un désamorçage des pompes de lubrification.
Le navire accusant 40° de gîte permanente sur bâbord envoie un message de détresse quinze minutes plus tard, à 0 h 30. Diverses prises de ventilation se retrouvant immergées sur le flanc bâbord provoquent une inondation progressive de la salle des machines et du pont garage inférieur, avant que les mécaniciens ne réussissent provisoirement à contrôler la situation, sans toutefois pouvoir redresser le navire en contre-ballastant (alors que l’équipage précédent avait réussi la même manœuvre en pleine tempête quatre mois plus tôt). 
Le capitaine du Zenobia fait alors évacuer les passagers, les camionneurs et le personnel hôtellerie-restauration (en tout 138 personnes) dans les embarcations de sauvetage car un cargo allemand, et un autre, russe, sont à proximité et offrent assistance, mais le chef mécanicien et son second évacuent aussi le bord, ne laissant qu’un officier machine stagiaire et un subalterne parmi l’équipe de 12 personnes restées à bord.
Le remorqueur Onisillos, du port autonome de Larnaca, arrivé sur zone, essaye tout d’abord de venir à couple côté bâbord pour pomper de l’eau dans les ballasts, puis y renonce, vu la dégradation de la météo et tente de le ramener à Larnaca pour le redresser, mais la remorque casse. Le navire est finalement ancré à l’extérieur du port, après un différend avec les autorités maritimes de Chypre, qui ont mis le navire sous séquestre pour garantir les droits de sauvetage de leur remorqueur.
Le Capitaine du Zenobia avait réclamé d’être ancré sur les fonds les plus faibles possibles (pour que le navire s’échoue au lieu de chavirer), mais cette action fut refusée et le navire ancré en rade sur plus de 40 mètres de fond.
L’équipage, assisté d’employés expérimentés de la compagnie d’armement et des représentants des assureurs, arrivés en urgence, essaye de réduire la gîte, de telle sorte qu’elle ne soit plus que de 10 degrés le matin du 6 juin. Toutefois le petit remorqueur portuaire Marcantonio Brigadino assigné à la tâche par les autorités portuaires n’a pas des pompes assez puissantes pour remplir rapidement les ballasts tribord. Les pompes du Zenobia, mises à rude épreuve commencent à surchauffer, un générateur électrique de secours finit par griller.
La décision de recourir à un vrai remorqueur de sauvetage, le Dimitrios Vernicos est retardée par des conflits d’ordre administratif et celui-ci n’est opérationnel que dans la nuit du mercredi au jeudi.
Mais vers 23 h 0, alors que la gîte semble maîtrisée (étant inférieur à deux degrés sur bâbord), l’équipe de sauvetage ne prend pas le temps d’évaluer la situation, pressée par le désir de l’armateur de remettre le navire en service le plus tôt possible. Pourtant, lors du pompage, des incohérences sont apparues entre le remplissage réel de certains ballasts et les indications du système informatisé Levelmaster. Les double fonds contiennent encore une importante carène liquide libre de se déplacer.
Brutalement, le navire change d’inclinaison et se met à gîter sur tribord cette fois, prenant une gîte de 20° du nouveau bord... Pire encore, le portelone d’embarquement du pilote côté tribord étant resté ouvert, l’eau s’engouffre à nouveau dans le garage inférieur et la salle des machines que le personnel évacue en hâte après avoir vainement tenté d’aveugler cette importante entrée d’eau, une échelle de pilote en bois et cordage s’étant empêtrée dans la porte.
Le capitaine réclama à nouveau d’être remorqué et échoué sur des petits fonds mais le patron du remorqueur refusa d’obtempérer et se dirigea vers le port pour obtenir un ordre écrit émanant de la cour suprême chypriote.
Une fois l’autorisation obtenue (par téléphone) à 1H08 du matin, il fallut tenter de lever l’ancre, mais l’inondation de la salle des machines avait privé d’énergie tout le navire et en particulier son guindeau.
Il s’avéra impossible de laisser filer la chaîne par le bout, car le barbotin du guindeau était resté embrayé. 
Il fallait donc couper la chaîne d’ancre mais ni le Zenobia, ni le Marcantonio Brigadino ne disposaient d’un chalumeau d’oxycoupage à leur bord et il fallut aller en chercher un à bord du Dimitrios Vernicos.
Lorsque l’équipe de secours revint sur la zone de mouillage du Zenobia à 1H 55, celui-ci avait sombré, sans faire de victimes.
L’enquête pointa un possible dysfonctionnement des vannes automatiques de transferts entre les ballasts tribord et bâbord tout en indiquant que les effets de carène liquide et la porte pilote ouverte aient probablement été le facteur principal du naufrage.
Des restrictions de charge furent appliqués sur les sister-ships du Zenobia , mais le Soca fut également victime d’un ripage de sa cargaison de camions et les navires furent vendus à une compagnie bulgare, et rebaptisés Trapezitza et Tzarevetz.
Ils furent ensuite revendus et exploités par la compagnie Sealink sur la ligne Calais - Douvres sous les noms de Fiesta et Fantasia, mais il fallut d’abord les faire passer au chantier naval pour les doter de soufflages (ou bulges), des volumes installés au niveau de la ligne de flottaison pour augmenter leur stabilité.

## Plongée sur l’épave
L’épave du Zenobia est devenue un site de plongée très couru, il est accessible aux plongeurs de niveau 1 CMAS (20 m max) , toutefois la prudence est de mise : une plongée sur la partie haut de l’épave (16 m de fond) est relativement facile, mais l’accès à l’intérieur (garage, salle des machines, etc.) impose une plongée dans la zone des 40 mètres et une formation à la plongée épaves.
Alors même que le naufrage du Zenobia n’a causé aucune perte de vies humaines, les accidents de plongée ont coûté la vie à huit plongeurs depuis 1982.
Les photos de l’épave du Zenobia abondent sur Internet (voir galerie photo ci-dessous).

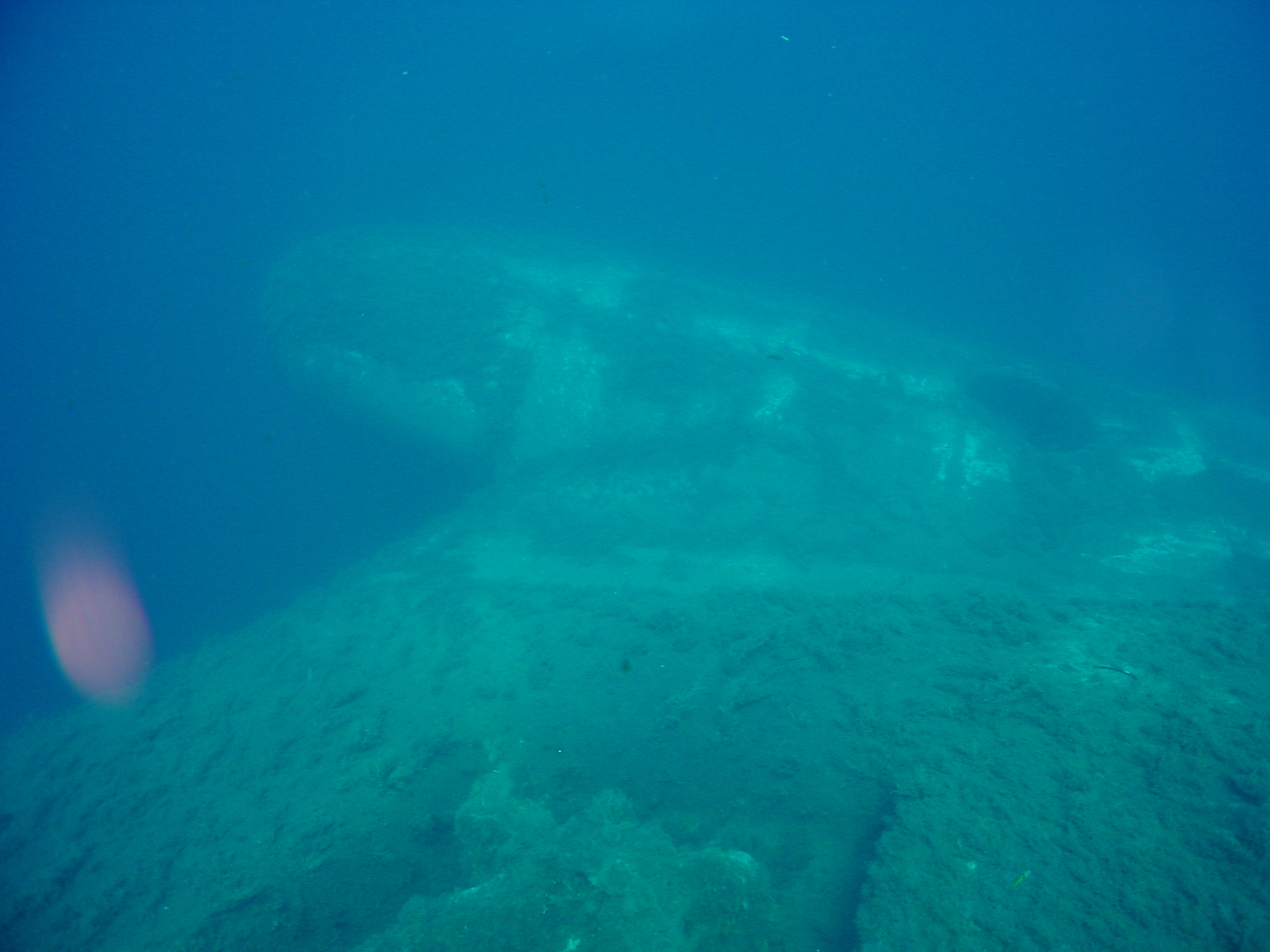
Le bulbe d'étrave du Zenobia
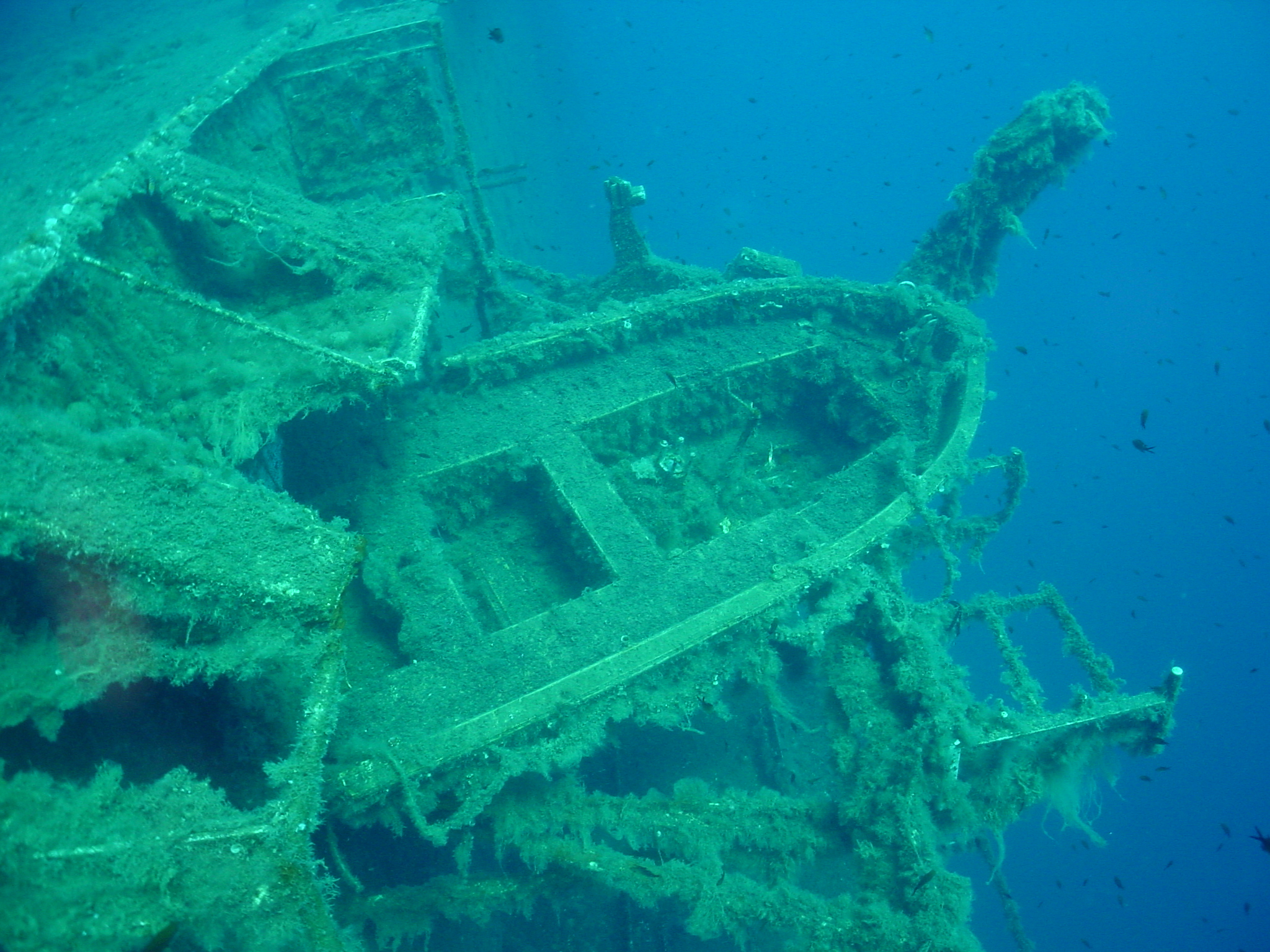
Une embarcation de sauvetage du Zenobia
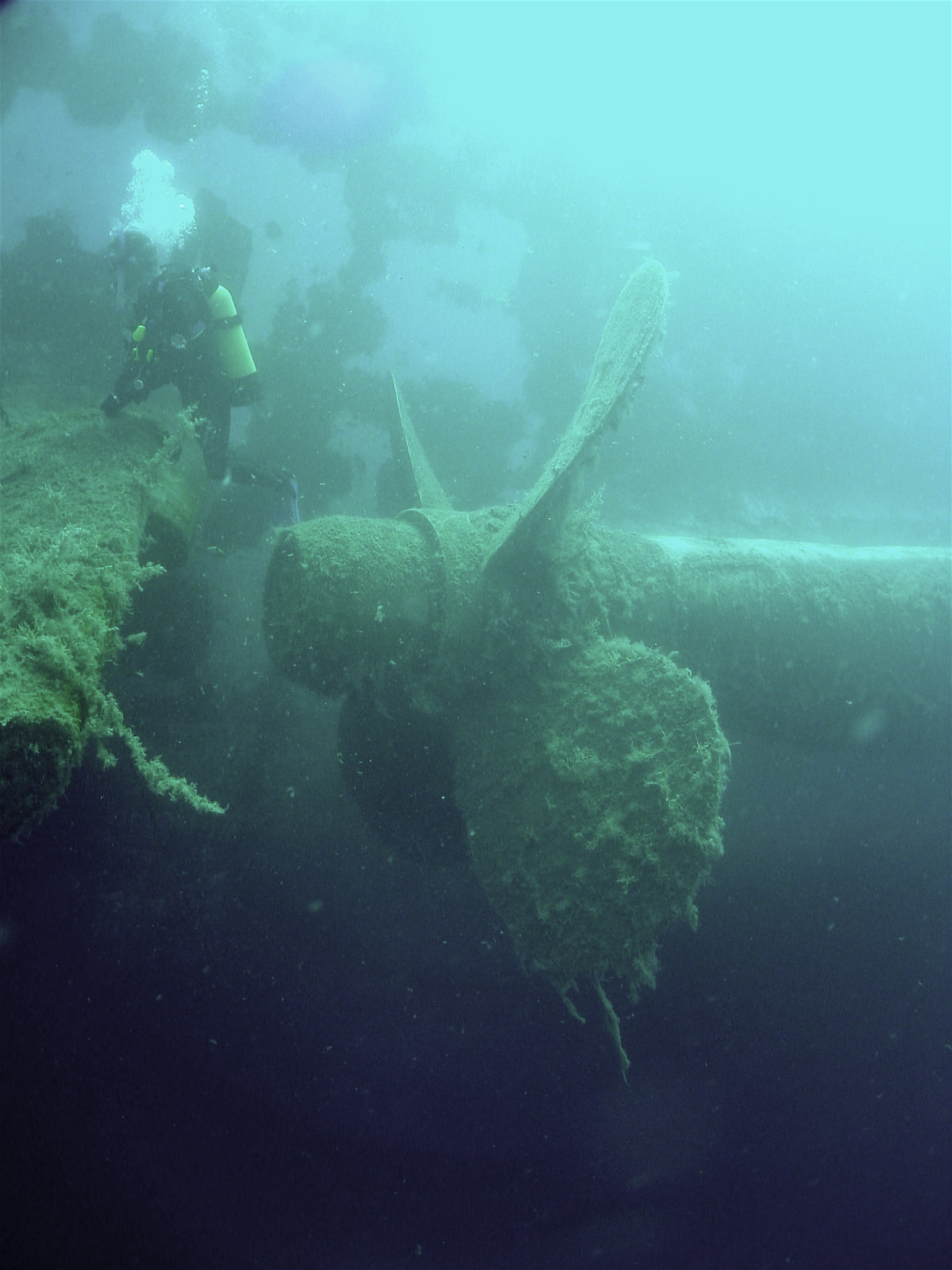
Une hélice du Zenobia